# Зорин, Николай Тимофеевич
Николай Тимофеевич Зорин (9 мая 1901, Челябинск, Оренбургская губерния — 15 апреля 1975, Воронеж) — советский военачальник, генерал-майор (1946).

## Биография
Николай Зорин родился 9 мая 1901 года в городе Челябинске Челябинского уезда Оренбургской губернии, ныне город — административный центр Челябинской области. Русский.
С 1913 года работал по найму, с 1915 года на заводе  «Столлъ В. Г. и К°» в Челябинске. 
С 1917 года член РСДРП, в 1918 году партия переименована в РКП(б), в 1925 году — в ВКП(б), в 1952 году — в КПСС. 

### Военная служба

#### Гражданская война
15 ноября 1917 года добровольно вступил в Челябинский красногвардейский отряд. 9 февраля 1918 года перешел из него в Рабоче-крестьянскую Красную Армию и служил красноармейцем в 1-й Уральской дружине в городе Троицке. С мая 1918 года — в 1-й батарее 5-го артиллерийского дивизиона. С 15 мая по 15 августа 1919 года был партизаном в Уральском коммунистическом партизанском отряде, действовавший в районе Кыштыма; затем служил в 7-м особом отряде 27-й стрелковой дивизии 5-й армии Восточного фронта. Участвовал в боях против войск адмирала А. В. Колчака под Челябинском, на реке Тобол, под Курганом, Петропавловском, Омском, Барабинском и Новониколаевском. 
С 15 апреля 1920 года служил в 1-й Революционной Армии Труда в г. Челябинск, затем в сентябре направлен на учебу на 10-е Новочеркасские кавалерийские курсы. 

#### Межвоенные годы
В сентябре 1922 года окончил курсы и направлен в распоряжение штаба Отдельной Кавказской армии. С декабря служил в отдельном кавалерийском дивизионе 2-й Кавказской стрелковой дивизии им. А. К. Стёпина командиром взвода и заместителем командира эскадрона, заместителем командира эскадрона по хозяйственной части.
С октября 1924 по август 1925 года находился на Высших курсах физобразования комсостава РККА им. В. И. Ленина, по окончании оставлен на них преподавателем. Через месяц вновь откомандирован во 2-ю Кавказскую Краснознаменную стрелковую дивизию помощником командира отдельного кавалерийского эскадрона.
В ноябре 1926 года переведен в 41-й Нахичеванский пограничный отряд ОГПУ, где исполнял должность помощника коменданта, командира ремонтного эскадрона и начальника маневренной группы. С августа 1929 года был начальником маневренной группы в 37-м пограничном отряде ОГПУ в городе Батуми.
С декабря 1931 года по июнь 1932 года проходил подготовку на Курсах усовершенствования командного состава РККА, затем назначен помощником начальника 42-го Джебраильского пограничного отряда ОГПУ. 1 января 1934 года он был назначен командиром и военкомом 24-го стрелкового полка ОГПУ, переименованного затем в 169-й. С февраля 1938 года исполнял должность начальника 21-го Ямпольского пограничного отряда НКВД Украинской ССР.
В апреле 1939 года переведен в Высшую школу войск НКВД, где служил на курсах при ней в должностях начальника учебной части и начальником учебного отдела. Одновременно в этот период учился на заочном факультете Военной академии им. М. В. Фрунзе.

#### Великая Отечественная война
22 июня 1941 года назначен заместителем начальника штаба истребительных батальонов НКВД Москвы и Московской области. С 15 сентября исполнял должность начальника штаба Войск обороны  Москвы, а с 19 октября — начальника штаба Западной группы войск Московской зоны обороны, с 15 декабря — начальника штаба 157-го укреплённого района. В этих должностях принимал участие в битве за Москву. С августа 1942 года исполнял должность коменданта 152-го укреплённого района в составе Московской зоны обороны и Западного фронта (с апреля 1944 г. — 3-го Белорусского фронта). Летом и осенью 1943 года участвовал с ним в Смоленской наступательной операции. В ходе ее части укрепрайона обеспечивали фланги 5-й армии в наступлении, успешно форсировали реку Днепр и содействовали захвату города Смоленск. Летом 1944 года 152-й укреп-район успешно действовал в Белорусской наступательной операции, отличился при освобождении города Богушевск. 
10 августа 1944 года был назначен заместителем командира 215-й стрелковой Смоленской Краснознаменной дивизии. В составе 5-й армии 3-го Белорусского фронта участвовал с ней в Прибалтийской, Гумбинненской, Восточно-Прусской, Инстербургско-Кенигсбергской наступательных операциях. С 9 по 16 февраля 1945 года временно командовал 63-й стрелковой дивизией.
С 23 февраля 1945 года переведён командиром 144-й стрелковой дивизии. С ней в составе 5-й армии участвовал в боях по уничтожению окруженной восточно-прусской группировки противника юго-западнее Кёнигсберга. Ее части вышли к заливу Фришес-Хафф в районе Шиллен и Кальхольц, затем в апреле вели бои по уничтожению земландской группировки противника севернее Кёнигсберга. С 20 апреля 1945 года дивизия в составе 5-й армии была выведена в резерв Ставки ВГК и ко 2 июня переброшена на Дальний Восток в Приморскую группу войск Дальневосточного фронта (с 5 августа — 1-й Дальневосточный).

#### Советско-японская война
9 августа 1945 года части дивизии перешли госграницу СССР в Маньчжурии и вели бои по прорыву Пограниченского укреплённого района японцев, затем участвовали в овладении городами Мулин и Муданьцзян. За образцовое выполнение заданий командования в боях при форсировании реки Уссури, прорыве Пограниченского УРа, овладении городами Мишань, Гирин, Яньцзи и Харбин дивизия награждена орденом Александра Невского (19.9.1945).

#### Послевоенное время
После войны продолжал командовать дивизией в Приморском военном округе.
С 7 октября 1947 по декабрь 1948 года учился на курсах усовершенствования командиров стрелковых дивизий при Военной академии им. М. В. Фрунзе, затем служил в ордена Ленина военном институте МВД начальником курсов основного и специального факультетов. 9 мая 1957 года генерал-майор Зорин уволен в запас.
Николай Тимофеевич Зорин умер  15 апреля 1975 года в городе Воронеже Воронежской области. Похоронен в Воронеже

## Награды
СССР
- Орден Ленина, 21 февраля 1945 года[2][3]
- Орден Красного Знамени, трижды: 25 октября 1943 года[4], 3 ноября 1944 года[5][3], 20 июня 1949 года[3])
- Орден Суворова II степени, 26 августа 1945 года[6]
- Орден Кутузова II степени, 2 января 1945 года[7]
- Орден Отечественной войны I степени, 31 июля 1944 года[8]
- Орден Красной Звезды, 22 января 1942 года[9][10]
- медали в том числе:
  - Юбилейная медаль «XX лет Рабоче-Крестьянской Красной Армии», 1938 год[6]
  - Медаль «За оборону Москвы», 1944 год[11]
  - Медаль «За победу над Германией в Великой Отечественной войне 1941—1945 гг.», 17 августа 1945 года[12][13]
  - Медаль «За победу над Японией», 1945 год
  - Медаль «За взятие Кёнигсберга», 1945 год
- Почётное оружие

Приказы (благодарности) Верховного Главнокомандующего в которых отмечен Н. Т. Зорин
- За завершение ликвидации окружённой восточно-прусской группы немецких войск юго-западнее Кёнигсберга. 29 марта 1945 года. № 317.
- За форсирование реки Уссури, прорыв Хутоуский, Мишаньский, Пограничненский и Дуннинский укреплённых районов японцев, преодоление труднодоступной горно-таёжной местности, продвижение вперёд на 500 километров и овладение городами Мишань, Гирин, Яньцзи, Харбин. 23 августа 1945 года. № 372.

Других государств
- Орден Облаков и Знамени (Китайская республика)